# Stradivarius (thương hiệu thời trang)

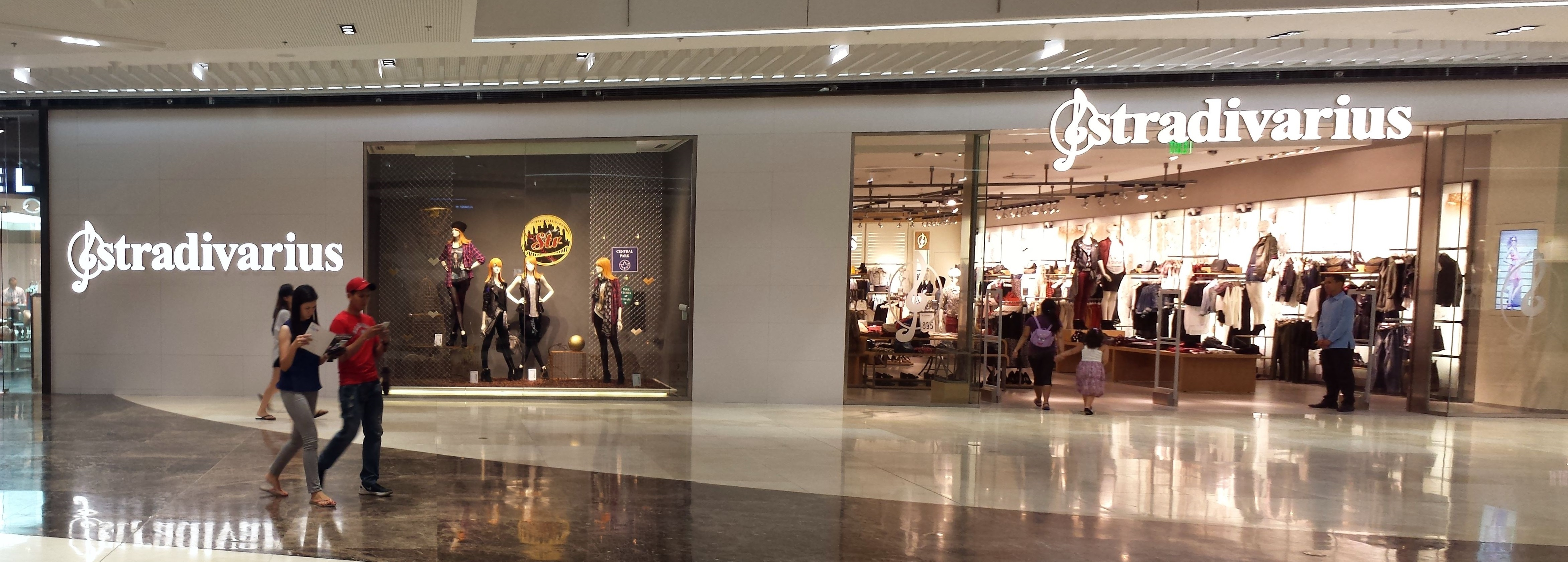
Một cửa hàng quần áo Stradivarius tại trung tâm thương mại SM Aura Premier ở Bonifacio Global City, Metro Manila, Philippines.

Stradivarius (tiếng Tây Ban Nha: [estɾaðiˈβaɾjus]) là một thương hiệu thời trang nữ đến từ Tây Ban Nha thuộc quyền sở hữu của tập đoàn Inditex.

## Lịch sử
Stradivarius được phát triển vào năm 1994, như một doanh nghiệp tư nhân với những ý tưởng tiến bộ về thời trang ở Barcelona, Tây Ban Nha. Tuy nhiên, Stradivarius tham gia tập đoàn Inditex trong năm 1999, và hiện nay, thương hiệu đã có mặt tại 62 quốc gia với 925 cửa hàng trên toàn thế giới.

## Stradivarius trên thế giới
Số cửa hàng Stradivarius ở mỗi quốc gia:
| Châu Phi - Maroc: 6 - Ai Cập: 4 - Tunisia: 1 | Châu Mỹ - México: 33 - Colombia: 10 - Guatemala: 3 - Costa Rica: 2 - Cộng hòa Dominica: 2 - Ecuador: 2 - Honduras: 2 - Panama: 2 - Aruba: 1 - El Salvador: 1 - Nicaragua 1 | Châu Á - Trung Quốc: 69 - Ả Rập Xê Út: 42 - Thổ Nhĩ Kỳ: 29 - Indonesia: 13 - Nhật Bản: 11 - Các Tiểu vương quốc Ả Rập Thống nhất: 7 - Jordan: 5 - Kazakhstan: 5 - Liban: 5 - Hàn Quốc: 4 - Hồng Kông: 3 - Philippines: 3 - Singapore: 3 - Kuwait: 2 - Thái Lan: 2 - Bahrain: 1 - Ma Cao: 1 - Oman: 1 - Qatar: 1 - Israel: opening 2016 - Việt Nam: opening 2016 | Châu Âu - Tây Ban Nha: 289 - Nga: 79 - Ba Lan: 76 - Ý: 65 - Bồ Đào Nha: 44 - Pháp: 22 - Hy Lạp: 22 - România: 22 - Ukraina: 11 - Hungary: 8 - Croatia: 6 - Síp: 6 - Bulgaria: 5 - Litva: 4 - Slovenia: 4 - Cộng hòa Séc: 3 - Ireland: 3 - Slovakia: 3 - Armenia: 2 - Bosna và Hercegovina: 2 - Gruzia: 2 - Malta: 2 - Serbia: 2 - Albania: 1 - Andorra: 1 - Azerbaijan: 2 - Estonia: 1 - Latvia: 1 - Macedonia: 1 - Montenegro: 1 - Hà Lan: 1 - Anh Quốc: 1 |

## Đường dẫn ngoài
- www.stradivarius.es
- http://www.inditex.com/en/press/press_releases Lưu trữ ngày 27 tháng 11 năm 2007 tại Wayback Machine
- http://www.marketwatch.com/news/story/retailer-zara-owner-inditex-reports/story.aspx?guid=%7B4B084C27-E293-4603-A133-57B70433A22A%7D
- http://www.arileht.ee/lk_id=1034&start=40 Lưu trữ ngày 31 tháng 12 năm 2007 tại Wayback Machine